# アウグスト・ガウル
アウグスト・ガウル（Georg August Gaul、1869年10月22日 - 1921年10月18日）はドイツの彫刻家である。動物を題材にした彫刻作品で知られる。

## 略歴
ヘッセン州のグロースアウハイム(Großauheim)で、石積み職人の息子に生まれた。銀細工師の工房で見習いをした後、1884年からハーナウの王立絵画学校(Staatliche Zeichenakademie Hanau)で学んだ。絵画学校の彫刻の教師に才能を認められ、1888年からベルリンの彫刻家、アレクサンダー・カランドレリ((Alexander Calandrelli)の工房で働き、ベルリン工芸美術館(Kunstgewerbemuseum Berlin)の学校の夜間コースで学んだ。
1890年にベルリン動物園の無料チケットを支給されて、早朝から動物のスケッチを行い、1894年からはベルリン美術アカデミーの動物画家とした知られるパウル・フリードリヒ・マイヤーハイム(Paul Friedrich Meyerheim)に学んだ。1895年から彫刻家、ラインホルト・ベガス(Reinhold Begas)の学生になった。ベガスのもとで、ベルリン市役所の記念碑の中の4体のライオンジ像のうちの2体をアウグスト・クラウスと制作した。アカデミーから賞を得て、1897年から1898年にイタリアに留学した。
ドイツに戻った後、ローマのヤギの彫刻で評判を得て、1900年のパリ万国博覧会にも出展できることになった。1898年に結成された「ベルリン分離派」の設立メンバーの一人となり、1902年から理事とした活動した。分離派の事務方を務めた有力な画廊のオーナーを通じて有力なパトロンの支援を受けて、多くの作品の依頼を受けた。1908年からアカデミーの教授を務め、1919年ベルリン国立美術館の購入委員会の委員も務めた。

## 作品

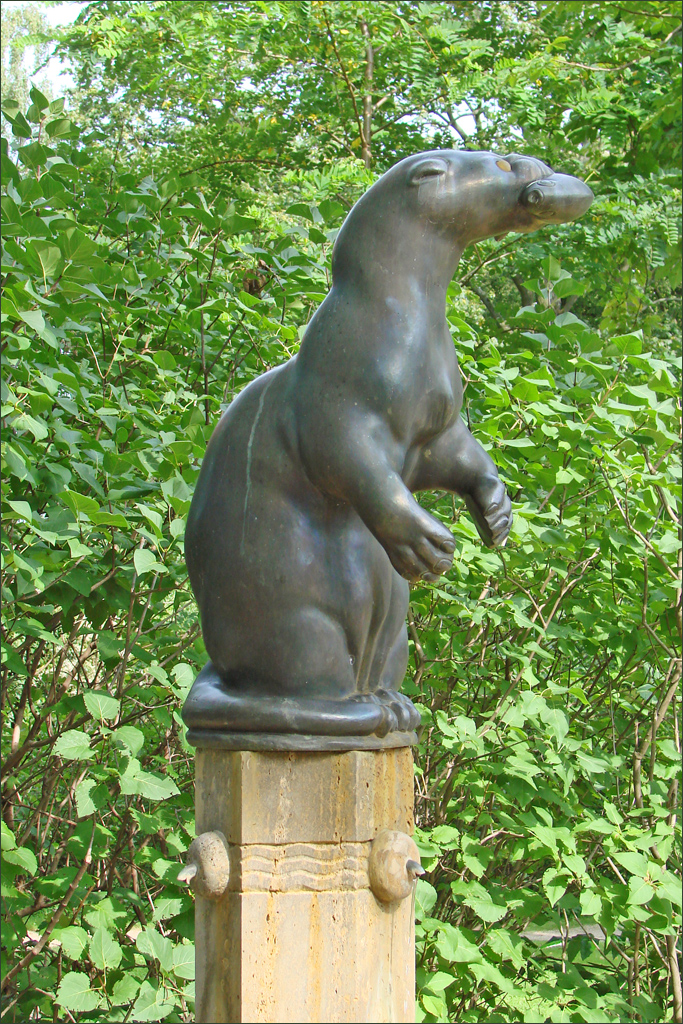
「カワウソ」(1897)
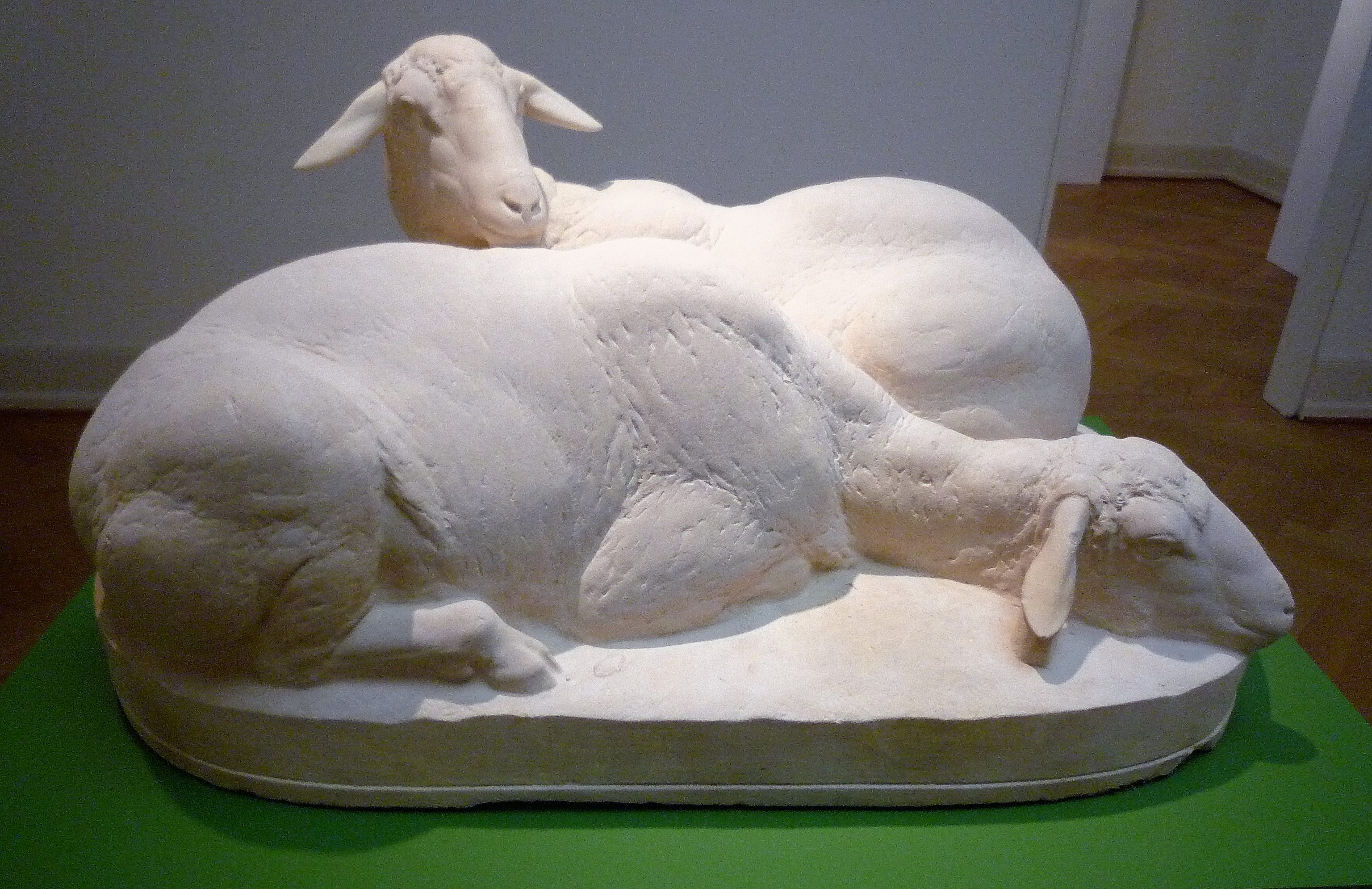
「羊」(1901)
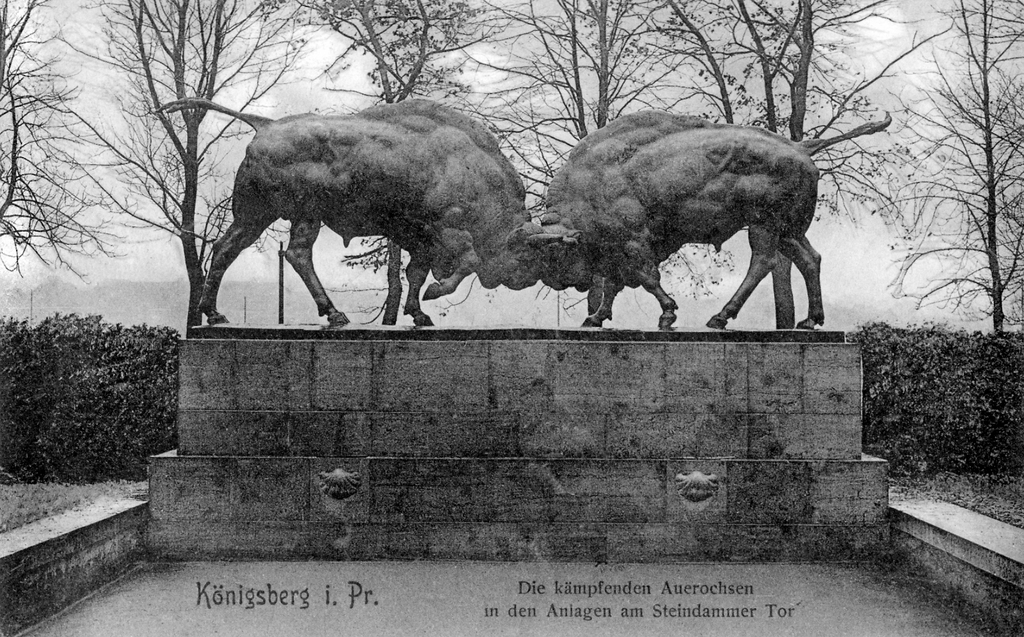
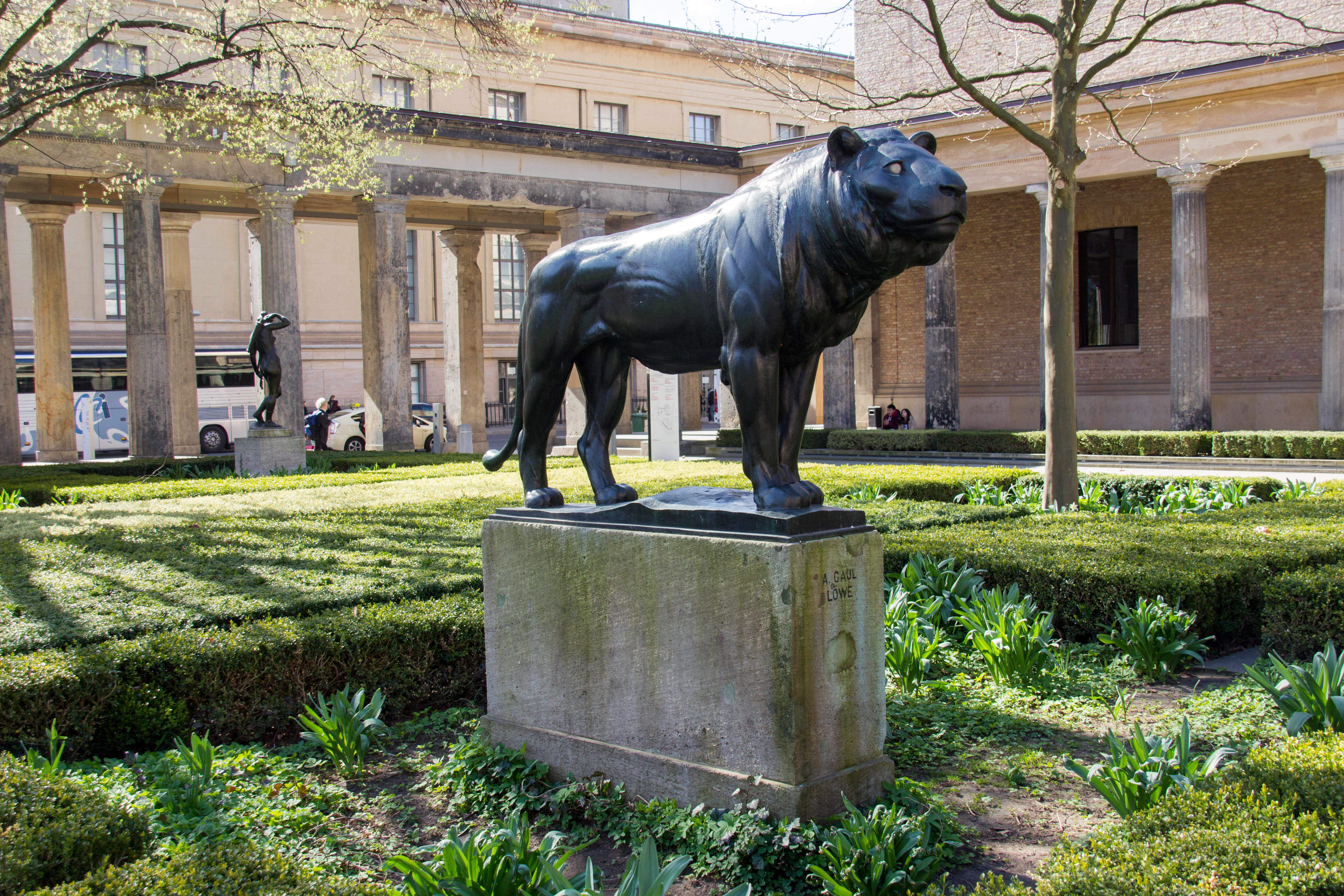
「ライオン」